# ハウィス・オブ・チェスター (初代リンカーン女伯)
初代リンカーン女伯ハウィス・オブ・チェスター（Hawise of Chester, 1st Countess of Lincoln, 1180年 - 1241年6月6日/1243年5月3日）は、アングロ＝ノルマン貴族の女性で、裕福な女子相続人である。第5代チェスター伯ヒュー・ド・ケヴェリオックで、第6代チェスター伯ラヌルフ・ド・ブロンドヴィルの妹であり、共同相続人であった。1232年に初代リンカーン女伯に叙せられた。ロバート・ド・クインシーと結婚し、一人娘マーガレットは爵位と領地の相続人となった。ハウィス・オブ・ケヴェリオックとしても知られる。

## 生涯
ハウィスは1180年、チェシャーのチェスターで、第5代チェスター伯ヒュー・ド・ケヴェリオックと、イングランド王ヘンリー2世の従姉妹ベルトラード・ド・モンフォールの末子として生まれた。ハウィスには5人の兄弟姉妹がおり、ハンティンドン伯爵夫マティルダ・オブ・チェスター、アランデル伯爵夫人メイベル・オブ・チェスター、ダービー伯爵夫人アグネス・オブ・チェスター、ベアトリス・ド・ケヴェリオック、そして第6代チェスター伯ラヌルフ・ド・ブロンドヴィルがいた。また、庶出の異母妹アミス・オブ・チェスターがおり、彼女はチェスター判事ラルフ・ド・メインワーリングと結婚して子供をもうけた。
父方の祖父母は、第4代チェスター伯ラヌルフ・ド・ジェルノンと、イングランド王ヘンリー1世の孫娘であるモード・オブ・グロスター、母方の祖父母はエヴルー伯シモン3世・ド・モンフォールとマオーである。
1181年、ハウィスが1歳の時、父ヒューは亡くなった。父ヒューは1177年に領地を返還された後、ヘンリー2世のアイルランド遠征に従軍した。しかし、1173年から1174年にかけての反乱に参加したため、国王によって領地は没収されていた。唯一の兄であるラヌルフが父の後を継ぎ、第6代チェスター伯となった。
1232年10月26日に兄ラヌルフ・ド・ブロンドヴィルが亡くなった後、ボリングブルック城と荘園、そしてその他の広大な領地を共同相続人となっていた兄から相続した。ハウィスは1231年4月に既に初代リンカーン女伯となっていたが、これは兄の初代リンカーン伯ラヌルフがハウィスに爵位を譲ったためである。ラヌルフは、自身の印章を付した正式な特許状によりハウィスに爵位を授け、ヘンリー3世によって承認された。兄の死の翌日の1232年10月27日、ハウィスはヘンリー3世によって正式に「自らの権利」により初代リンカーン女伯に叙せられた。
それから1か月も経たないうちに、ハウィスは兄の初代リンカーン伯ラヌルフ・ド・ブロンドヴィルと同様に、国王から免除を受けた後、リンカーン伯位を娘のマーガレット・ド・クインシーに生前贈与し、マーガレットは自らの権利により第2代リンカーン女伯となり、マーガレットの夫ポンテフラクト男爵ジョン・ド・レイシーは妻の権利により第2代リンカーン伯となった（ジョン・ド・レイシーは多くの文献で誤って初代リンカーン伯と呼ばれている）。2人は1232年11月23日にヘンリー3世によって正式にリンカーン女伯およびリンカーン伯に叙せられた。

## 結婚と子女
1206年より少し前、ハウィスは初代ウィンチェスター伯セア・ド・クインシーとその妻マーガレット・ド・ボーモンの長男ロバート・ド・クインシーと結婚した。この結婚により一女が生まれた。
- マーガレット・ド・クインシー（1206年頃 - 1266年3月） - 第2代リンカーン女伯。1221年に第2代リンカーン伯ジョン・ド・レイシーと最初の結婚をし、ポンテフラクト男爵エドマンド・ド・レイシーとモード・ド・レイシーの二子をもうけた。1242年1月6日に第5代ペンブルック伯ウォルター・マーシャルと再婚した[4]。

ハウィスの夫ロバートは1217年にロンドンで亡くなった。シトー会の修道士が調合した薬によって誤って毒殺された。ロバートとその父ウィンチェスター伯は、父ウィンチェスター伯が6か月前にマグナ・カルタの25人の証人の一人であったため、1215年12月に破門されていた。ハウィスは1243年3月に亡くなったが、60歳を超えていた。
ハウィスはサー・ウォーレン・ド・ボストークと再婚した。